# 董翥
董翥，山西太原人，明朝政治人物，举人出身。
洪武二十三年，山西庚午科乡试中举。后担任蘇州府知府。